# Editorial Txalaparta
Txalaparta és una editorial basca, lliure i independent, creada l'any 1988 a Tafalla (Navarra).
El precursor d'aquesta editorial fou l'associació cultural Altaffaylla (Altaffaylla Kultur taldea / Asociación Cultural Altaffaylla), que es posà en marxa el 1985 al mateix municipi de Tafalla. Fou fundada, entre d'altres, per l'obrer, sindicalista, escriptor i editor Jose Mari Esparza Zabalegi, que, juntament amb un company, Juanjo Marco, fundarien uns anys més tard l'editorial Txalaparta arran de l'èxit de les primeres publicacions de l'associació cultural.
Les seves col·leccions són Amaiur, Axuri beltza, Cuerpo y mente, Gebara, Gure klasikoak, Karratuak Kortazar, Literotura, Orreaga, Poltsiko, Rabel i Txo!.
D'ençà uns anys, amb el nom Editores Independientes, treballen i editen conjuntament amb altres editorials de diversos països (Ediciones Era de Mèxic; LOM de Xile; Trilce d'Uruguai) per garantir la llibertat i la diversitat editorial, és a dir, per defensar l'editorial independent davant de les grans editorials i poder competir amb elles. També estan enxarxats amb altres editorials del territori espanyol, compartint catàlegs.
D'acord amb l'Enciclopèdia Auñamendi, «el seu catàleg demostra un ferm compromís amb la crítica social i el pensament d'esquerres». Des del començament ha pretès ser altaveu de qualsevol creació literària que millori la relació entre els pobles del món, que ajudi a transformar la realitat, que guardi la memòria històrica, que obri camins a la diversitat i faci de les utopies quelcom més possible. Edita entre trenta i quaranta llibres l'any, principalment en basc i castellà: literatura basca i universal, història, assaig polític i històric, crítica social; clàssics de l'esquerra, enciclopèdies d'història i còmics També ha publicat alguns títols en anglès o català, com ara una biografia de Lluís Llach. La seva particularitat més destacable rau en l'àmplia base de lectors i lectores que sostenen el projecte i hi donen suport mitjançant la subscripció a alguna de les seves col·leccions, a través d'un Club de Lectors que han creat anomenat Gure Liburuak. Euskal Herriko irakurle kluba / Club de Lectores de Euskal Herria, i que també ofereix llibres d'altres editorials independents, com ara La Campana i Virus, totes dues de Barcelona.
A part dels llibres publicats els primers anys de l'associació cultural Altaffaylla i que els animà a fundar l'editorial, com ara Navarra 1936. De la Esperanza al Terror (Altaffaylla, 1986), i Saharaui Herria (Altaffaylla, 1989, Premi Ministeri de Cultura d'Espanya al llibre millor editat de l'any), han publicat alguns llibres polèmics, com ara Hasta la coronilla. Autopsia de los Borbones (2013), d'Iñaki Errazkin. Altres llibres destacats inclouen ¡Abajo las quintas!: la oposición histórica de Navarra al ejército español (1994), de José María Esparza, Potosí. Andanzas de un navarro en la guerra de las naciones (1995), novel·la històrica del mateix autor ambientada al segle xvi a Bolívia, la Història il·lustrada d'Euskal Herria (en dos toms i en castellà, 2014 i 2015), de Joseba Asiron i Martín Alzueta, o la traducció al castellà de Terra Lliure, punt de partida (1979-1995). Una biografia autoritzada (Terra Lliure: Punto de partida (1979-1995). Una biografía autorizada, 2013).